# おらが村
『おらが村』（おらがむら）は、矢口高雄による日本の漫画作品。『週刊漫画アクション』（双葉社）において1973年から1975年まで連載された。コミックスは全3巻が刊行されている。2019年にヤマケイ文庫（山と溪谷社）から完全収録版が出ている。
秋田県横手市増田町を舞台としている。矢口自身の体験をもとに、冬は大雪に埋もれる出稼ぎの村で生きる農民の喜びや悲しみを描いた作品である。

## あらすじ
おらが村
奥羽山脈の山懐に抱かれた、戸数40戸の小さな村が作品の舞台となる。高山家の居間の中央には大きな囲炉裏があり、黒くすすけた柱と梁が冬の豪雪を支えている。戸主の政太郎が囲炉裏の前に座り晩酌を楽しんでいるところに、一男が熊の肉を持って訪ねてきて、晩酌に加わる。稲わらを燃やしていた久助は嘉左エ門のばあさまに煙たいと言われ、口げんかとなるが、ハタハタを焼く香ばしい匂いで休戦となり、久助はばあさまの分も買ってきてやると約束する。政太郎は家のきしむ音で目を覚す。予想を超える降雪に家がつぶれると信江を起こす。先端部の庇部分を突き落とし、残りの雪はできるだけ遠くに投げる。
元旦
元旦の朝、高山家では初参りを済ませ、家族揃って新春の御膳に向かう。三男の義勝は友人の富田を連れて帰省し、横浜育ちの富田は納豆汁のおいしさに驚く。村は雪に閉じ込められ、一男が政太郎をウサギ狩りに誘う。ハンター2名、勢子2名で、半日の収穫は11羽であった。信江はカゼをこじらせて寝込んでしまい、かつみは学校を休んで看病する。生魚を食べたいと言う信江のため、政太郎はかつみに真冬の川でうぐい取りを教える。 村には雪消しの雨が降り、夜の寒さで表面が凍り、固雪となる。雪の上を歩いても沈まないので、子どもたちはそりで遊び、大人はそりを使って堆肥を田んぼに運搬する。
こぶしの花の咲く頃
こぶしの咲くころ、出稼ぎの人たちが三々五々と戻ってくる。上野公園は桜が満開であるが故郷はまだ寒く、村へのバスは通っていない。出稼ぎから戻った政信は、町の朝市で子供をおぶった級友のタエコに出会う。家に着いた政信はタエコの夫が出稼ぎ先の事故で亡くなったと知らされ愕然とする。政信は里山に出かけカタゴの花むしろで横になり村の春を満喫する。加賀谷輝一は小さなころ、熱いみそ汁を頭にかぶり頭頂部の毛髪を失う。かつらにより自然な頭髪となり、9年ぶりに故郷を訪ねると、妹が結婚して家を継ぐことになっており、微妙な空気に触れる。輝一はおらあやっぱしこの村に戻る人間じゃなかっただとつぶやく。
つばくろさん
つばくろさんと呼ばれる富山の薬売りは、毎年決まった時期にやって来る。つばくろはいつもおうめバッパの家に泊めてもらい、町で買ってきた食材で手料理をふるまう。つばくろが他の集落を回って戻ってくると、バッパは眠るように亡くなっており、枕元には新しい下駄を買っておいたとメモが残されている。市太郎は生まれつき足が不自由で、姉のヒデ子がずっと面倒を見てきた。ヒデ子は器量も性格も良かったが縁遠くなる。それを苦にしてか市太郎は1年前に自死する。農作業の合間に、村人は27歳になっても嫁に行かないヒデ子の口さがない噂話をするが、政太郎はあの子に何の罪があるんだと回りをたしなめる。
カタツムリ
田植えの時期に徳さんがやってきて高山家で餅をつくのが恒例となっている。徳さんは目が見えないが、カタツムリの動く様子まで感じ取る。山一つ先の集落に嫁いだシゲ子が姑の横暴さに耐えかねて逃げ出してくる。父親は帰れと平手打ちにする。高山家で久しぶりにぐっすり寝て落ち着いたシゲ子に、徳さんはオドの気持ちも分かってやれと言う。餅つきで徳さんの合い取りをしたシゲ子は、父親と話し合うことにする。
カッコウの鳴き声
農作業の合間に、村人たちはカッコウの鳴き声を語呂合わせで表現して楽しむ。かつみは生活の苦労がにじみ出ているとはやす。長女のよしみから会社の先輩を連れて帰るというハガキが届き、信江はあわてる。かつみは二人の結婚について口にする。二人が到着すると信江はよく来てくれましたと対応する。結局、二人の関係は分からずじまいで帰ることになり、両親は今どきの若者の気持ちは分からないと嘆く。暑くて寝付かれない政信のカヤの中にはたおり（ウマオイ）が入り込み、涼しげに鳴く。稲刈りの最中に政太郎は、政信のあざやかな手さばきに見とれる。両親は29歳になった跡取り息子の嫁ッコについて思い悩む。
栗山集落の律子
田んぼの横を無茶な運転のトラックが通り、若い女性の引いていたリヤカーが堰に落ちてしまう。政信が駆け寄り、二人がかりでリヤカーを道路に戻す。キノコ採りに山に入った政信は、娘の近くに熊がいるのを見つけ、飛び出して、眼力で熊を追い払う。娘は政信を知っており、栗山集落の律子と名乗る。政信は律子の夢を見るようになる。ある日、切手のない手紙がかつみに託されて届けられる。かつみは差出人の名前を言わず、配送料3000円を要求する。手紙には政信に対する律子の想いがつづられていた。二人は村外れの橋で逢い引きとなるが、お礼の柿を受取り、ほとんど会話もせず別れる。
別れ
霜の季節となり、花はしおれ、里芋の葉はまだら模様になる。高山家の次男・信義が帰郷する。息子の様子から政太郎はピンときて信江に耳打ちし、おまえの好きなようにしろと、何も聞かないまま結婚を認める。政信と律子の仲は進展するが、律子は一人娘であり、家の跡取りとして婿をもらう話が進んでいた。それを知った政信は、一時の感情で家や故郷を捨て、親兄弟を悲しませてなんになると、二人で村を出ることを言下に否定し、出稼ぎに向かう。律子はカゼと心労で寝込んでしまい、快復したときには激しい感情から解放される。かつみは律子からもらった毛糸で慣れない編み物を始める。
イタチビラ
正月に義勝とよしみが帰省する。よしみは朝から酒を飲み、信江にたしなめられる。どうやら結婚を考えていた男と別れたらしい。政太郎が仕掛けたイタチビラにテンがかかっており、政太郎よしみにテンをあげることにする。よしみは、正月に帰ってきて本当に良かったと抱きつく。村議会の定例会の議題は中学校の統廃合であった。討議が始まると政太郎は統廃合は仕方がないが、旧校舎を企業に売却する件は反対し、村の公共施設としてそのままの姿で管理すべきだと意見を述べる。政信は思い出の橋で律子と出会い、昨日まで澱のようにたまっていたものがすっかり溶けて、すがすがしい気分になる。
両角ゆかりの訪問
再び春が巡ってきて出稼ぎから帰る人が増え、村は活気づく。高山家でも三早の雪消し作業が始まる。政信の嫁の話になり、信江は世間体が悪いと悔しがる。その夜、政信が東京からオナゴがおらの嫁っこになるため来ると言って手紙を両親に見せる。女性の名前は両角ゆかりといい、政信の出稼ぎ先の社長の娘だという。信江の反応は東京の娘っこなんか来てみれ、村の人だつに何とゆわれるだっと世間体重視のものであり、政太郎は文字はきれいだし、文面もしっかりしていると賛成の方向である。その夜更けに予定より早くゆかりが一人で高山家にやってきた。
ゆかりは信江には反物を、政太郎にはパイプをお土産に差し出す。信江がお茶を入れようとすると、ゆかりはおかあさん、あたしが入れますと言う。信江は化粧も控えめであり、しゃべり方もはきはきして気さくな感じだと評価するが、農作業ができなければ村の笑いものになると心配は尽きない。翌朝、信江が起きると、ゆかりはもう拭き掃除をしており、今日からはお掃除もお食事の支度もみんなオレがやるだと方言を交えて言う。この事態は村中に知れ渡り、婦人会でも羨ましがられ、世間体の問題は信江の中では氷解する。家に帰ってゆかりが帰ったと聞き、信江にしかられた政信はあわててゆかりを呼び戻す。

## 登場人物
登場人物は多岐にわたるが、本作品のあらすじを理解するのに必要な高山家の人たちだけを取り上げる。
高山 政太郎（たかやま せいたろう）
高山家の戸主。村会議員を2期努めている。お人好しで自分のことはさておいても他人の世話をする。
高山 信江（たかやま のぶえ）
政太郎の糟糠の妻というか山の神。負けん気が強く、亭主を尻の下に敷いている。世間体が判断基準になっていることが多い。
高山 政信（たかやま まさのぶ）
高山家の長男で跡取り息子。茫洋とした性格で万事に控えめである。
高山 信義（たかやま のぶよし）
高山家の次男。警視庁の機動隊に勤務している。
高山 よしみ（たかやま よしみ）
高山家の長女。吉祥寺の靴店に勤務している。
高山 義勝（たかやま よしかつ）
高山家の三男。横浜市の運送店に勤務している。
高山 かつみ（たかやま かつみ）
高山家の末っ子で高校生。プロポーションに自信をもっており、農作業は好きではない。
両角 ゆかり（もろずみ ゆかり）
政信が出稼ぎで働いている段ボール工場の社長の娘。政信の嫁になるため高山家にやって来る。

## 書誌情報
- 矢口高雄『おらが村』双葉社〈アクションコミックス〉、全3巻 - ISBNはない。
  1. 1975年8月10日初版発行[3]
  2. 1976年1月25日初版発行[4]
  3. 1976年3月15日初版発行[5]
- 矢口高雄『おらが村』翔泳社、全2巻
  1. 1995年4月初版発行[6]、ISBN 4881351826
  2. 1995年4月初版発行[7]、ISBN 4881351834
- 矢口高雄『おらが村』山と渓谷社〈ヤマケイ文庫〉、全1巻、2019年出版[8]、ISBN 9784635048644